# Kristian Thomas
Pour les articles homonymes, voir Thomas.
Kristian Thomas, né le 14 février 1989 à Wolverhampton, est un gymnaste artistique britannique.

## Carrière
Kristian Thomas remporte aux Jeux olympiques d'été de 2012 à Londres la médaille de bronze du concours général par équipes avec Daniel Purvis, Louis Smith, Sam Oldham et Max Whitlock.

## Palmarès

### Jeux olympiques
- Londres 2012
  - 7e au concours général individuel.
  -  médaille de bronze par équipes.
  - 8e au saut.

### Championnats du monde
- Glasgow 2015
  -  médaille d'argent par équipes

- Anvers 2013
  -  médaille de bronze au saut de cheval

### Championnats d'Europe
- Lausanne 2008
  - 8e au sol

- Birmingham 2010
  -  médaille d'argent au concours par équipes
  - 5e au sol

- Montpellier 2012
  -  médaille d'or par équipes
  - 5e au sol
  - 8e au saut de cheval

- Sofia 2014
  -  médaille d'argent au concours par équipes
  -  médaille de bronze à la barre fixe

- Montpellier 2015
  -  médaille d'or au sol
  - 5e au saut de cheval
  - 6e à la barre fixe

- Berne 2016
  -  médaille d'argent au concours par équipes
  -  médaille d'argent à la barre fixe